# Cardiohypnus kabakovi
Cardiohypnus kabakovi is een keversoort uit de familie kniptorren (Elateridae). De wetenschappelijke naam van de soort is voor het eerst geldig gepubliceerd in 1992 door Dolin.